# CODE リョーコ
『CODE リョーコ』（コード・リョーコ、原題：Code Lyoko）は、従来のアニメーション技術とCGIを用いたフランスのテレビアニメシリーズ。
2003年に第1シーズン全26話が放送され、2005年に第2シーズン全26話が放送、2006年には番外編全2話と第3シーズン全13話が放送され、2007年に第4シーズン全30話が放送された。

## 概要
フランスでは2003年9月3日にフランス3とキャナル Jで放送され、アメリカでは2004年4月19日にカートゥーンネットワークのMiguzi枠で放送された。
日本では2007年7月1日からトゥーン・ディズニーのJETIX枠（後のディズニーXD）で第2シーズンと番外編2話までの全54話が放送された。
また、このアニメの他言語版はいくつか制作されており、世界160カ国以上で放送された。
第1シーズンはAntefilmsが制作を行っていたが、第2シーズン以降は親会社であるMoonScoop Groupが制作を行っていた。なお、ライセンス・配信はTaffy Entertainmentが行っていた。
第4シーズン後、劇場版制作も検討されたが、共同制作者とのトラブルにより難航している。
2013年1月には続編の実写ドラマ『CODE リョーコ エボリューション』が放送された。

## あらすじ
スーパーコンピューターの内部に存在する 「リョーコ」 という仮想世界が 「ザナ」 というコンピューターウィルスに支配されている。そして今度は、「ザナ」が現実の世界に目を向く・・・。唯一 「リョーコ」 の存在を知る4人の学生が現実の世界へ攻撃をしかけるのを阻むため、アイリータという、「リョーコ」に住んでいるバーチャル・ヒューマノイド・クリーチャー（仮想人型ロボット）と共に戦うこととなる。

## 登場人物

### 主要人物
アイリータ・ホッパー（Aelita Hopper） / アイリータ・ストーンズ（Aelita Stones） / マヤ（Maya）
声：嶋村侑
仮想世界･リョーコの住人であるヒューマノイドクリーチャー。後に実体化プログラムで人間界でも行動が出来るようになる。ジェレミーと両想い。温和で思慮深く、かつ勇敢でザナの活動時には危険を冒してでもタワーの解除に向う。タワーの解除・起動が出来るのは彼女だけで、さらに他のメンバーと違いライフが0になることは消滅を意味するため、いかに彼女を安全にタワーに届けるかが鍵。武器は特に持たないが、リョーコ内の地形を変化させる能力がある。 長くリョーコ世界にいた影響か、頭脳明晰でジェレミーのサポートが出来るほど。音楽のミキシングにかなりの才能を示す。
ジェレミー・ベルポア（Jeremy Belpois）
声：亀井芳子
寮で個室を与えられている優等生。ヴァーチャライゼーションなどを行うオペレーターを務める。そのため基本的に彼がリョーコに入ることはない。沈着冷静で優秀な頭脳の持ち主だが、運動神経は皆無。アイリータと両想いであり、それが所以で冷静さを失うこともある。通称アインシュタイン。ロボットの部品を探しに工場に向い、たまたまスーパーコンピューターを発見、起動したことでアイリータ、そしてザナが目覚める。アイリータを実体化し、スーパーコンピューターを再び停止させるために腐心する。
ウーリック・スターン（Ulrich Stern）
声：浅野まゆみ
ドイツ人。オッドと相部屋。運動神経は高く、ルックスも水準以上だが勉強が苦手で今ひとつ決めきれない二枚目半。正義感が強く困っている者は気に入らない相手でも助けてしまう。反面、無鉄砲で思慮に欠ける言動をすることも。また、繊細で傷つきやすく、些細な失敗ですぐ塞ぎ込んでしまう。ユミが好きだがその性格に加え、恋敵がいるせいで仲はなかなか進展しない。それゆえに、ウーリックとユミの恋愛模様は本作の見所の一つ。リョーコでの武器は刀で、高速で移動できる「スーパースプリント」や「分身」を駆使した近距離戦闘がメイン。趣味は武道で学校の武術クラスの常連。またサッカーも得意。
オッド・デラ・ロビア（Odd Della Robbia）
声：下和田裕貴
イタリア人。ウーリックと相部屋。特徴的な髪型の主。動物好きで、寮でキウイという犬を隠れて飼っている(規則違反)。陽気でおどけたムードメーカー風で、後輩には優しい。女好きで趣味はナンパ。ただし成功率は低く、二股をかけるなど素行も悪い。主要キャラでもっとも体が小さいが、大飯喰らいで食べ方はかなり汚い。学校ではアイリータは「オッドのいとこ」ということになっている。リョーコでは猫のような姿で爪や尻尾があり壁を上ることも可能。武器は腕に仕込まれた「レーザーアロー」。当初は予知能力が使えたが、中盤以降は活用されなくなり、第3シーズンで削除されたことが明かされた。また、たまにバリア能力を扱うこともできる。得意科目は美術。シネマクラブ所属で、映画の自主作成が趣味。
石山 ユミ（Yumi Ishiyama/カナ表記：イシヤマ・ユミ）
声：木下紗華
日本人。ジェレミーたち主要人物より一学年上で、身長も一番高い。一見クールだが短気で負けん気が強く、感情の起伏が激しい。意外と茶目っ気もあり。寮ではなく自宅から通う。黒が好きで着る服も黒で統一されている。両親のほか、弟がいる。ウーリックとは武術クラスで知り合い、友達以上の感情を持っている。リョーコでは扇をブーメランのように投げつけて攻撃する。また念力が使え、投げた扇や岩などを操作することができる。部屋にはトトロらしきぬいぐるみがある

### カディック学園
エリザベス・“シシー”・デルマ（Elisabeth "Sissi" Delmas）
声：竹田小春（～39話）、聖みほ子（現：つきのはる）（40話～）
ジェレミーたちのグループと対立しているグループのリーダー。校長の娘だが、特別扱いはされていない。「シシー」は自称であり、本名の「エリザベス」と呼ばれることを激しく嫌う。意地が悪い印象が強いが、実はやさしく情に厚い。ウーリックが好きで、ことある毎に言い寄っているが冷たくあしらわれている。
ハーブ・ピション （Herb Pichon）
声：下和田裕貴
シシーの取り巻き。容姿は悪いが勉強が得意でロボットの知識はジェレミーに匹敵する。シシーに気があるが、相手にされていない。トム・ソーヤの冒険のシッドに似ている。
ニコラス（Nicholas）
声：植倉大
シシーの取り巻き。肉体派であまり頭は良くないが、ドラムの演奏や釣りなどが得意。笑い方が独特。
ミリー（Milly）
ジェレミー達の後輩。学校新聞の発行を行い、取材と称して色々なイベントに顔を出している。テディベアが好き。
タミヤ（Tamiya）
声：日野未歩
ミリーと相部屋で、かつ一緒に学校新聞に発行している黒人の女の子。
ジム・モラレス（Jim Morales）
声：ふくまつ進紗
体育教師。ステレオタイプ的な体育教師だが、いざというときは体を張って生徒を守る男らしさを併せ持つ。教師の前は多くの遍歴があるらしい。
ウィリアム・ダンバー（William Dunbar）
声：植倉大
シーズン2より登場。前の学校から追い出され転校してきた。ジェレミーたちより一学年上でユミと同い年。ロマンチストで後輩への面倒見もいい男だが、傲慢な一面もあり、それが災いして結果的にジェレミー達の邪魔をしてしまった事もある。ユミを巡ってたびたびウーリックと対立する。
石山 ヒロキ（Hiroki Ishiyama/カナ表記：イシヤマ・ヒロキ）
シーズン2より登場。ユミの弟。姉をからかうのが趣味のやんちゃ坊主。
フランツ・ホッパー（Franz Hopper）
物語の鍵を握る人物。かつてカディック中学校の教師であったが、突如行方不明になっている。リョーコとスーパーコンピュータ、そしてザナをつくりだした張本人でアイリータの父親。黒服の男達から逃れるためにアイリータと共にリョーコに入るが、ザナによって娘は記憶を消され、自身も消息不明の状態になっていた。ジェレミー達がアイリータを開放するために尽力する中、彼らに接触し協力する。
校長
声：巻島康一
カディック学園の校長でシシーの父。
ユミの父
声：植倉大
ユミの父、四人家族を支える一家の大黒柱でユミに厳しくも優しく接することもあるいい父親。性格はとても真面目でギャンブルが嫌いな一面も。

### ザナモンスター
ローチスター（Roachster） / カンクレラット（Kankrelat）
虫型で4本足の小さなモンスター。英語のゴキブリ（コックローチ）からもじった名前（カンクレラットとはフランス語でゴキブリの意）。攻撃はレーザーのみで、弱点もボディ全体で耐久力も低く、レーザーの連射力はブロックと同等と、モンスターの中では最弱といえる。だが、集団で出現するという特徴もあり、数で押されることもあるので油断は禁物。
メガタンク（Megatank）
球体型のモンスター。レーザー発射口を格納し球体となって高速で移動するが、小回りはきかない。重量は相当なもので、轢かれた場合でもたちまちやられてしまう。外装はとても頑丈でどんな攻撃もはじき返す。発射口展開中は外装に複数の弱点が出現するが、サイズが小さく当てることは難しい。基本は発射口内部の大きなザナのマークを狙う。攻撃は広範囲に放射状の強力なレーザーを放つ。そのレーザーはかなり強力で一撃で戦士を仕留めるほどの威力を持つ。
クラブ（Krab）
カニ型のモンスター。攻撃は顔と腹部からのレーザーと、鋭い足での突き刺し。鋭い足は地面に突き刺すことで壁の移動も可能にする。弱点は頭部のザナマークだが、それ以外の場所に攻撃してもライフを減らすことができる。足の耐久度は高くなく、簡単に切り落とせる。レーザーの連射力は高く、発射時には上下反転のザナマークが浮き上がる。
ブロック（Blok）
黄色いレンガ模様で箱型のモンスター。短い脚の見た目とは裏腹に壁伝いに移動できる。攻撃はレーザー、レーザージェル、火の輪の三種類。通常のレーザーは他のモンスターに比べ連射力が低い。レーザージェルは凍結させることのできる氷の光線で、動きを封じるほかに威力もかなり高い。火の輪攻撃は輪っか型のレーザーを放出する、作中ではユミに対し使われた。弱点は四面中央にあるザナのマーク。
ホーネット（Hornet）
ハチ型のモンスター。羽はデリケートで天井にこすれてバランスを崩し落ちることもある。ローチスターと同じように耐久力はそこまでなく、体全体が柔らかい。攻撃は針のレーザーと毒の液体。毒の液体はかなり強力で、地面に落ちてからもしばらく滞留し続ける。踏むことでたちどころにライフポイントが減ってしまう。レーザーは非常に連射力が高いが、その分精度は低い。互いの衝突で自爆することもあった。
タランチュラ（Tarantula）
シーズン2から登場、クモ型の新型モンスター。攻撃は足からのレーザー。四本の足に強力なレーザー砲が装備されている。基本は前傾姿勢での両足の連射が主だが、二足歩行をしながら攻撃してくることもある。二体一組で現れることが多い。
クリーパー（Creeper）
シーズン2から登場、第五エリアの中心部で行動するモンスター。クリーパーとは英語で「這う者」という意味である。攻撃は口の中にある強力なレーザー。弱点は頭部のザナマークだが、比較的小さいので狙いにくい、体全体が柔らかく、体を攻撃して倒されていることが多い。倒されたときは下半身と歯車らしきパーツが散乱する。行動は自由自在で壁でも天井でも移動可能である。
スキフォゾア（Scyphozoa）
シーズン2から登場、クラゲ型のモンスター。八本の触手で対象を拘束し、データにアクセスすることで、記憶を奪ったりデータを破損させるなどプログラムを改変する能力を持つ。ライフポイントが著しく高く、倒されている描写は一度もない。触手を切り落としたり、頭部にある程度の衝撃を加えるなどで改変の阻止が可能である。
マンタ（Manta）
シーズン2から登場、エイ型のモンスター。主に第5エリアに生息しているがほかのエリアで出現することもある。攻撃は口からのレーザーと腹部からの飛雷。レーザーの連射力は控えめで、飛雷は腹部から産み落とす。飛雷は追尾機能があり、対象について回るため非常に厄介。大量に空中に罠のように設置することもあり、複数の飛雷は連鎖的に爆発を起こす。起爆すると円形の衝撃波が発生する。

## 用語
リョーコ（Lyoko）
スーパーコンピュータ上に存在する仮想世界。アイスエリア・デザートエリア・フォレストエリア・マウンテンエリア・第5エリアで、構成されている。
ザナ（X.A.N.A.）
スーパーコンピュータの中に存在するコンピューターウィルス。
工場 （Factory）
カディック学園の外れにある廃工場。地下にはスーパーコンピュータやスキャナーがあり、基本はマンホールから入って下水道を経由して向かう。モデルとなった建物はかつて存在したルノーの自動車工場である。
タワー（Tower）
エリア各地にある筒状の建築物。この中から各エリアにアクセスできる。基本は青色のオーラだが、起動方法により色に変化する。また、アイリータの認証によりリセットが可能。アイリータの実体化プログラム「コード:アース」を実行するためにはタワーに入る必要がある。
青色：起動していない。
赤色：ザナが起動した。
緑色：ジェレミーが起動した。
白色：フランツ・ホッパーが起動した。
エリア（Sector）
リョーコ上に存在する5つの世界。
アイスエリア（Ice Sector）
氷の陸地が続く北極や南極を彷彿とさせるエリア。滝と水辺の洞窟やアリーナのような広場型の場所など幻想的なロケーションが数多く存在する。地面の氷からモンスターが姿を現すこともある。
デザートエリア（Desert Sector）
広大な砂漠のエリア。峡谷やらせん型のクレーター、岩場の群生地、他にも枯れた木や特徴的な形をした岩などが存在する。ザナの企みで、砂嵐や地割れなどの環境災害を発生させたり、タワーをオアシスの下の地形に隠したり、タワーごと場所を移動させたり、地形の角度を大幅に変えたりなど地形の改造が多い。クラブの大群が現れたこともある。
フォレストエリア（Forest Sector）
苔むした岩の道と杉のような木々が立ち並ぶ緑豊かなエリア。道は複数に枝分かれした細い道が続いている。倒木のトンネルから別の道にショートカット可能な抜け道もある。枯れ木のドームや丸太の橋などの自然を感じられるオブジェも多い。タワーが池に囲まれている場所もある。シーズン1では、ザナの鼓動が唯一赤色で描写されている。また、照明が暗く地面は深緑だったが、シーズン2以降は照明が明るくなり、地面も黄緑に変更された。
マウンテンエリア（Mountain Sector）
山が連なる高所のエリア。山の頂には松のような木々が生えており、道の下には霧が立ち込めている。上層下層とエリアが分かれている部分も多く、霧の下にほかの地形があるなど、アスレチック要素満載のエリアである。入り組んだ洞窟や移動する足場など、特徴的な地形も多く存在する。ザナが足止めとして迷路を生成したこともある。
第5エリア（Sector 5）
リョーコの中心部に存在する最後のエリアで、ザナの住処でもある。エリア内には一つだけタワーが存在する。各エリアの外れから「コード:スキピオ」を入力すると現れるトランスポーターで行くことができる。第五エリアの中心部からスタートし、制限時間以内にスイッチを押さなければ先へ進めず探索は不可能。タワーの内部を彷彿とさせる広い空間に青い大きな天体ドームがあり、四方向にトンネルが存在する。四つのトンネルは各エリアに繋がっている。内部のエレベーターから天体ドームの外周へ出ることができ、そこにあるインターフェースからザナのデータへアクセスができる。また、クリーパーは第五エリアにしか出現しない。
スーパーコンピュータ（Super Computer）
工場の中にある巨大なコンピュータ。
実体化（Devirtualization）
リョーコから現実世界に転送する機能。
バーチャライゼーション（Virtualization）
現実世界からリョーコに転送する機能。
デジタルの海（Digital Sea）
各エリアごとの地面の下にある海のようなもの。触れると消滅してしまう。
ザナの鼓動（XANA's pulsations）
ザナの波動と呼ばれることもある。ザナがタワーを起動した際に発生する現象。
ポリモーフィッククローン（Polymorphic Clone）
ザナゴーストの一種。姿形を自由に変えることができ、リョーコへの移動もできる。
ゴースト化（Possession）
タワーを起動することで現れるゴースト。憑りつかれることで体から電撃を放ったり、高所からの飛び降りにも耐えられるほど身体能力が向上する。
ザナゴースト（XANAfication）
ザナによるゴースト化。ザナに思考を乗っ取られ凶暴化する。憑りつかれた者は目がザナのマークになる。
ジェレミーゴースト（Jeremification）
ジェレミーによるゴースト化。ジェレミー化けともいわれる。ザナゴーストとは違い、凶暴化せず自分の意思で行動が可能。また、目が変化することもない。
マシン（Vehicles）
ジェレミーが開発したリョーコを移動するための乗り物。耐久度は低い。また、マシンを送るには多くのパワーが必要で連続して送ることはできない。
オーバーボード（Overboard）
主な使用者はオッド。オッドを模した猫のデザインで飛行可能なスケートボード型の乗り物。そのサイズから小回りが利きやすく、移動の汎用性が高い。
オーバーウィング（Overwing）
主な使用者はユミとアイリータ。足場の広いセグウェイのような飛行できる乗り物。持ち手のある形状から扱いが簡単だが、片手が塞がるため使用者は限られる。
オーバーバイク（Overbike）
主な使用者はウーリック。一輪の特徴的な形状をしたバイク型の乗り物。地上を高速で走行できるほか、空を飛ぶこともできる。バイクの左側にはウーリックの刀を格納できるホルダーが付いている。
エルミタージュ邸（The Hermitage）
森の奥にある謎の廃屋。フランツ・ホッパーに関係する資料や物が残されているほか、工場を繋ぐ下水道への入り口も存在する。

## 各話リスト

### シーズン1
| 話数 | 仏題                   | 英題                  | 邦題                        | 放送日         | 放送日        | 放送日        |
| ---- | ---------------------- | --------------------- | --------------------------- | -------------- | ------------- | ------------- |
| 1    | Teddy Gozilla          | Teddy Gozilla         | 狙われたダンス・パーティー  | 2003年9月3日   | 2004年4月19日 | 2007年7月1日  |
| 2    | Le voir pour le croire | Seeing is Believing   | 100万ボルトの危機           | 2003年9月10日  | 2004年4月20日 | 2007年7月7日  |
| 3    | Vacances dans la brume | Holiday in The Fog    | 煙に包まれた学園            | 2003年9月17日  | 2004年4月21日 | 2007年7月8日  |
| 4    | Carnet de bord         | Log Book              | 盗まれた日記                | 2003年9月24日  | 2004年4月22日 | 2007年7月14日 |
| 5    | Big Bogue              | Big Bug               | 暴走列車を止めろ！          | 2003年10月1日  | 2004年4月23日 | 2007年7月15日 |
| 6    | Cruel Dilemme          | Cruel Dilemma         | つらい決断                  | 2003年10月8日  | 2004年4月26日 | 2007年7月21日 |
| 7    | Problème d'image       | Image Problem         | もう一人のユミ              | 2003年10月15日 | 2004年4月27日 | 2007年7月22日 |
| 8    | Clap de fin            | End of Take           | 恐怖の映画撮影              | 2003年10月22日 | 2004年4月28日 | 2007年7月28日 |
| 9    | Satellite              | Satellite             | 軍事衛星を守れ！            | 2003年10月29日 | 2004年4月29日 | 2007年7月29日 |
| 10   | Créature de rêve       | The Girl of My Dreams | 謎の転校生                  | 2003年11月5日  | 2004年4月30日 | 2007年8月4日  |
| 11   | Enragés                | Plagued               | 天才児の悩み                | 2003年11月12日 | 2004年5月3日  | 2007年8月5日  |
| 12   | Attaque en piqué       | Swarming Attack       | スズメバチの襲撃            | 2003年11月19日 | 2004年5月4日  | 2007年8月12日 |
| 13   | D'un cheveu            | Just in Time          | 悲しい別れ                  | 2003年11月26日 | 2004年5月5日  | 2007年8月18日 |
| 14   | Piège                  | The Trap              | 危険な罠                    | 2003年12月3日  | 2004年5月6日  | 2007年8月19日 |
| 15   | Crise de rire          | Laughing Fit          | 喜劇!? ロミオとジュリエット | 2003年12月10日 | 2004年5月7日  | 2007年8月25日 |
| 16   | Claustrophobie         | Claustrophobia        | 恋のライバル出現            | 2003年12月17日 | 2004年5月10日 | 2007年9月1日  |
| 17   | Mémoire morte          | Amnesia               | 失われた記憶                | 2003年12月24日 | 2004年5月11日 | 2007年9月2日  |
| 18   | Musique mortelle       | Killer Music          | 死のメロディー              | 2003年12月31日 | 2004年5月12日 | 2007年12月8日 |
| 19   | Frontière              | Frontier              | 消えたジェレミー            | 2004年1月7日   | 2004年5月13日 | 2007年9月9日  |
| 20   | L'âme des robots       | The Robots            | ロボット・コンテスト        | 2004年1月14日  | 2004年5月14日 | 2007年9月15日 |
| 21   | Gravité zéro           | Zero Gravity Zone     | 無重力の恐怖                | 2004年1月21日  | 2004年5月17日 | 2007年9月16日 |
| 22   | Routine                | Routine               | 恋のゆくえ                  | 2004年1月28日  | 2004年5月18日 | 2007年9月22日 |
| 23   | 36ème dessous          | Rock Bottom           | 沈みゆく町                  | 2004年2月4日   | 2004年5月19日 | 2007年9月23日 |
| 24   | Canal fantôme          | Ghost Channel         | 幻の世界                    | 2004年2月11日  | 2004年5月20日 | 2007年9月29日 |
| 25   | Code Terre             | Code: EARTH           | コード:アース               | 2004年2月18日  | 2004年5月21日 | 2007年9月30日 |
| 26   | Faux départ            | False Start           | 転校生アイリータ            | 2004年2月25日  | 2004年5月24日 | 2007年10月6日 |

### シーズン2
| 話数 | 仏題                    | 英題                  | 邦題                       | 放送日         | 放送日         | 放送日        |
| ---- | ----------------------- | --------------------- | -------------------------- | -------------- | -------------- | ------------- |
| 27   | Nouvelle donne          | New Order             | 新たな脅威                 | 2005年8月31日  | 2005年9月19日  | 2008年4月27日 |
| 28   | Terre inconnue          | Unchartered Territory | 未知のエリア               | 2005年9月7日   | 2005年9月20日  | 2008年5月4日  |
| 29   | Exploration             | Exploration           | 迷路からの脱出             | 2005年9月14日  | 2005年9月21日  | 2008年5月11日 |
| 30   | Un grand jour           | A Great Day           | 繰り返される一日           | 2005年9月21日  | 2005年9月22日  | 2008年5月18日 |
| 31   | Mister Puck             | Mister Puck           | 謎の妖精                   | 2005年9月28日  | 2005年9月23日  | 2008年5月25日 |
| 32   | Saint Valentin          | Saint Valentine's Day | 呪われたバレンタイン・デー | 2005年10月5日  | 2005年9月26日  | 2008年6月1日  |
| 33   | Mix final               | Final Mix             | ミキシング・クイーン       | 2005年10月12日 | 2005年9月27日  | 2008年6月8日  |
| 34   | Chaînon manquant        | Missing Link          | 狙われたDNA                | 2005年10月19日 | 2005年9月28日  | 2008年6月15日 |
| 35   | Les jeux sont faits     | The Chips Are Down    | ウーリックの過ち           | 2005年10月26日 | 2005年9月29日  | 2008年6月22日 |
| 36   | Marabounta              | Marabounta            | マラブンタ                 | 2005年11月2日  | 2005年9月30日  | 2008年6月29日 |
| 37   | Intérêt commun          | Common Interest       | 謎の凶悪犯を追え！         | 2005年11月9日  | 2005年10月3日  | 2008年7月6日  |
| 38   | Tentation               | Temptation            | 甘い誘惑                   | 2005年12月7日  | 2005年11月25日 | 2008年7月13日 |
| 39   | Mauvaise Conduite       | A Bad Turn            | モンスター現る！           | 2005年11月16日 | 2005年10月26日 | 2008年7月20日 |
| 40   | Contagion               | Attack of The Zombies | ゾンビの襲撃               | 2005年11月23日 | 2005年10月4日  | 2009年6月14日 |
| 41   | Ultimatum               | Ultimatum             | 操られた校長先生           | 2005年11月30日 | 2005年10月5日  | 2009年6月21日 |
| 42   | Désordre                | A Fine Mess           | 入れ替わった2人            | 2005年12月14日 | 2005年10月6日  | 2009年6月28日 |
| 43   | Mon meilleur ennemi     | Xana's Kiss           | 危険なキス                 | 2006年1月11日  | 2005年10月7日  | 2009年7月5日  |
| 44   | Vertige                 | Vertigo               | めまい                     | 2006年1月11日  | 2005年10月24日 | 2009年7月12日 |
| 45   | Guerre froide           | Cold War              | 氷点下の恐怖               | 2006年1月18日  | 2005年10月25日 | 2009年7月19日 |
| 46   | Empreintes              | Déjà Vu               | よみがえる記憶             | 2006年1月18日  | 2005年10月27日 | 2009年7月26日 |
| 47   | Au meilleur de sa forme | Tip-Top Shape         | 恐怖の健康診断             | 2006年1月25日  | 2005年10月28日 | 2009年8月2日  |
| 48   | Esprit frappeur         | Is Anybody Out There? | 死者の霊                   | 2006年1月25日  | 2005年11月1日  | 2009年8月9日  |
| 49   | Franz Hopper            | Franz Hopper          | フランツ・ホッパー現る     | 2006年2月1日   | 2005年10月31日 | 2009年8月16日 |
| 50   | Contact                 | Contact               | 謎の接触者                 | 2006年2月1日   | 2005年11月25日 | 2009年8月23日 |
| 51   | Révélation              | Revelation            | 隠された真実               | 2006年2月8日   | 2005年12月9日  | 2009年8月30日 |
| 52   | Réminiscence            | The Key               | 新たな決意                 | 2006年2月8日   | 2005年12月9日  | 2009年9月6日  |

### スペシャルエピソード
日本では、すべての始まりが53・54話として放送され、シーズン3以降は放送されていない。
| 話数 | 仏題                           | 英題                | 邦題                  | 放送日         | 放送日        | 放送日        |
| ---- | ------------------------------ | ------------------- | --------------------- | -------------- | ------------- | ------------- |
| 53   | Le réveil de X.A.N.A. partie 1 | XANA Awakens Part01 | すべての始まり (前編) | 2006年10月21日 | 2006年10月2日 | 2009年1月31日 |
| 54   | Le réveil de X.A.N.A. partie 2 | XANA Awakens Part02 | すべての始まり (後編) | 2006年10月21日 | 2006年10月3日 | 2009年1月31日 |

### シーズン3
| 話数 | 仏題                 | 英題                 | 放送日         | 放送日         |
| ---- | -------------------- | -------------------- | -------------- | -------------- |
| 53   | Droit au cœur        | Straight to Heart    | 2006年9月9日   | 2006年10月4日  |
| 54   | Lyokô moins un       | Lyoko minus one      | 2006年9月16日  | 2006年10月5日  |
| 55   | Raz de marée         | Tidal wave           | 2006年9月23日  | 2006年10月6日  |
| 56   | Fausse Piste         | False Lead           | 2006年9月30日  | 2006年10月10日 |
| 57   | Aelita               | Aelita               | 2006年10月7日  | 2006年10月11日 |
| 58   | Le prétendant        | The Pretender        | 2006年10月14日 | 2006年10月12日 |
| 59   | Le secret            | The Secret           | 2006年10月21日 | 2006年10月13日 |
| 60   | Tarentule au plafond | Temporary insanity   | 2006年11月1日  | 2006年10月16日 |
| 61   | Sabotage             | Sabotage             | 2006年11月2日  | 2006年10月17日 |
| 62   | Désincarnation       | Nobody in Particular | 2006年11月3日  | 2006年10月18日 |
| 63   | Triple Sot           | Triple Trouble       | 2006年11月6日  | 2006年10月19日 |
| 64   | Surmenage            | Double Trouble       | 2006年11月7日  | 2006年10月20日 |
| 65   | Dernier round        | Final Round          | 2006年11月8日  | 2006年10月23日 |

### シーズン4
| 話数 | 仏題                        | 英題                           | 放送日         | 放送日           |
| ---- | --------------------------- | ------------------------------ | -------------- | ---------------- |
| 66   | Renaissance                 | WILLIAM RETURNS                | 2007年8月13日  | 2007年5月18日    |
| 67   | Mauvaise réplique           | Double Take                    | 2007年8月14日  | 2007年6月12日    |
| 68   | Première partie             | Opening Act                    | 2007年10月29日 | 2007年6月19日    |
| 69   | Double foyer                | Wreck Room                     | 2007年8月15日  | 2007年6月26日    |
| 70   | Skidblanir                  | Skidblanir                     | 2007年8月16日  | 2007年7月3日     |
| 71   | Premier voyage              | Maiden Voyage                  | 2007年8月17日  | 2007年7月10日    |
| 72   | Leçon de choses             | Crash Course                   | 2007年8月20日  | 2007年7月17日    |
| 73   | Réplika                     | Replika                        | 2007年8月21日  | 2007年7月24日    |
| 74   | Je préfère ne pas en parler | I'd Rather Not Talk About It   | 2007年8月22日  | 2007年7月31日    |
| 75   | Corps céleste               | Hot Shower                     | 2007年8月23日  | 2007年8月14日    |
| 76   | Le lac                      | The Lake                       | 2007年8月24日  | 2007年8月21日    |
| 77   | Torpilles virtuelles        | Lost at Sea                    | 2007年8月27日  | 2007年8月28日    |
| 78   | Expérience                  | Lab Rat                        | 2007年8月28日  | オンデマンド配信 |
| 79   | Arachnophobie               | Bragging Rights                | 2007年8月29日  | 2007年9月8日     |
| 80   | Kiwodd                      | Dog Day Afternoon              | 2007年8月29日  | 2007年9月15日    |
| 81   | Œil pour œil                | A Lack of Goodwill             | 2007年8月30日  | 2007年9月22日    |
| 82   | Mémoire blanche             | Distant Memory                 | 2007年8月31日  | 2007年9月29日    |
| 83   | Superstition                | Hard Luck                      | 2007年9月8日   | 2007年10月6日    |
| 84   | Missile guidé               | Guided Missiles                | 2007年9月15日  | 2007年10月13日   |
| 85   | La belle de Kadic           | Kadic Bombshell                | 2007年9月22日  | 2007年11月3日    |
| 86   | Kiwi superstar              | Canine Conundrum               | 2007年9月29日  | 2007年11月10日   |
| 87   | Planète bleue               | A Space Oddity                 | 2007年10月6日  | 2007年11月17日   |
| 88   | Cousins ennemis             | Cousins Once Removed           | 2007年10月13日 | 2007年11月17日   |
| 89   | Il est sensé d'être insensé | Music Soothes The Savage Beast | 2007年10月20日 | オンデマンド配信 |
| 90   | Médusée                     | Wrong Exposure                 | 2007年10月27日 | オンデマンド配信 |
| 91   | Mauvaises ondes             | Bad Connextion                 | 2007年11月3日  | オンデマンド配信 |
| 92   | Sueurs froides              | Cold Sweat                     | 2007年11月3日  | オンデマンド配信 |
| 93   | Retour                      | Down to Earth                  | 2007年11月3日  | オンデマンド配信 |
| 94   | Contre-attaque              | Fight to Finish                | 2007年11月10日 | オンデマンド配信 |
| 95   | Souvenirs                   | Echoes                         | 2007年11月10日 | オンデマンド配信 |

フランスでの放送フランス3とキャナルJで行われている一方、アメリカ合衆国での放送は第4シーズンで止まっているが、再放送はカートゥーンネットワークのビデオ・オンデマンドサービスとカビリオンで見ることができる。第78話はカートゥーンネットワークで放送されなかったが、カビリオンとオーストラリアのカートゥーンネットワークでは放送された。

### 現在アクセス可能なサイト
- CODE LYOKO ENGLISH OFFICIAL 🇺🇸 - Youtube
- CODE LYOKO OFFICIAL - dailymotion
- CODE LYOKO ENGLISH OFFICIAL - dailymotion

### リンク切れのサイト
- Official website
- Entire first season of Code Lyoko - Kabillion.com
- Code Lyoko - IMDb（英語）